# Moral Panic
Moral Panic è il terzo album in studio del gruppo musicale britannico Nothing but Thieves, pubblicato il 23 ottobre 2020 dalla Sony Music e dalla RCA Records.

## Descrizione
Contrariamente a quanto operato in passato, Moral Panic ha richiesto una gestazione più lunga in termini di composizione e rappresenta una cambiamento sia a livello musicale che da quello dei testi, questi ultimi più aggressivi e incentrati su tematiche come il cambiamento climatico, i disordini politici e le novità lasciate dalla rete sociale, lasciando come messaggio il desiderio di staccare la spina e allontanarsi dal mondo circostante:
(Conor Mason)

## Promozione
Il 18 marzo 2020 i Nothing but Thieves hanno pubblicato il primo singolo Is Everybody Going Crazy?, che ha rappresentato il loro ritorno sulle scene musicali a distanza di un anno e mezzo dall'EP What Did You Think When You Made Me This Way?; per esso è stato realizzato anche un video musicale, diretto da Remi Laudat e presentato il 25 dello stesso mese. Come secondo singolo è stato scelto Real Love Song, estratto come tale il 23 giugno 2020, data in cui è stato annunciato il titolo dell'album. Il mese seguente è uscita una versione alternativa del brano, mentre il 10 agosto è stato reso disponibile il relativo video. Il 28 agosto è stato pubblicato il terzo singolo Unperson, che si differenzia dai precedenti estratti per le sonorità più elettroniche e pesanti.
A circa un mese di distanza dalla pubblicazione dell'album, i Nothing but Thieves hanno annunciato il The Moral Panic Tour, che si svolgerà in Europa nell'autunno 2021. In aggiunta, il 28 e 29 ottobre terranno tre concerti speciali in live streaming durante la quale porteranno al debutto i brani dell'album, oltre a una selezione di alcuni tratti da Nothing but Thieves e Broken Machine, alcune rarità e cover.
Il 14 settembre è stato pubblicato il quarto singolo Impossible, accompagnato il 2 ottobre seguente da una versione orchestrale (distribuita per il download digitale inizialmente come esclusiva di Amazon.com) e dieci giorni dopo dal video. Come ultima anticipazione all'album è stato presentato il brano Phobia, reso disponibile su YouTube il 16 ottobre.

## Accoglienza
| Recensione | Giudizio |
| ---------- | -------- |
| Clash      | 7/10     |
| Gigwise    |          |
| Kerrang!   |          |
| musicOHM   |          |

Moral Panic è stato accolto positivamente dalla critica specializzata, con Metacritic che ha assegnato un punteggio pari a 62 basato su quattro recensioni. Chloe Johnson di MusicOHM ha apprezzato il disco, spiegando che il gruppo «ha trasformato la sensazione di panico morale in un album ricco di vita [...] i Nothing but Thieves non giocano con l'idealismo, o con qualcosa di meno che un'emozione pericolosamente piena. Questo è un album che, sebbene racchiuda molti sentimenti, non sembra mai stabilirsi completamente su uno - e quindi è sia incredibilmente preveggente che incredibilmente facile perdersi nel suo vorticoso paese delle meraviglie di narrazioni agrodolci». Anche Gemma Ross di Clash ha recensito positivamente l'album, descrivendolo come «una fusione di tutto ciò che il gruppo sa fare meglio. Dalle riconoscibili ballate delicate ai brani rock progressivo più pesanti, i Nothing but Thieves hanno sicuramente trovato il loro suono caratteristico ed è andato oltre». Harrison Smith di Gigwise ha dato un voto di 7 stelle su 10 apprezzando la volontà del gruppo di provare qualcosa di nuovo, elogiando i riff di Unperson, l'estensione vocale di Mason in Phobia e il ritornello di This Feels Like the End.
Jake Richardson di Kerrang! ha invece criticato l'album, assegnando due stelle su cinque e spiegando che, pur lodando la voce di Mason e la produzione, «troppi brani di Moral Panic non riescono davvero ad andare da nessuna parte. Is Everybody Going Crazy?, ad esempio, è un tentativo di fare space rock alla Muse che richiede tuttavia la grandiosità richiesta per farla brillare adeguatamente, mentre brani come la title track e Real Love Song sono abbastanza piacevoli, ma la sensazione è come se i Nothing but Thieves stessero mirando a qualcosa di più, senza arrivarci. Phobia, nel frattempo, offre promesse quando si sviluppa dalla voce sussurrata di Conor a qualcosa di più basato sui riff, ma proprio quando ti aspetti che il brano esploda, non lo fa».

## Tracce
1. Unperson – 3:24 (Joseph Langridge-Brown, Conor Mason, Dominic Craik)
2. Is Everybody Going Crazy? – 3:57 (Joseph Langridge-Brown, Conor Mason, Dominic Craik)
3. Moral Panic – 3:40 (Joseph Langridge-Brown, Conor Mason, Dominic Craik)
4. Real Love Song – 3:42 (Joseph Langridge-Brown, Conor Mason, Dominic Craik, Julian Emery, Jim Irvin)
5. Phobia – 4:04 (Joseph Langridge-Brown, Conor Mason, Dominic Craik, Julian Emery, Jim Irvin)
6. This Feels Like the End – 4:02 (Joseph Langridge-Brown, Conor Mason, Dominic Craik)
7. Free If We Want It – 3:52 (Joseph Langridge-Brown, Conor Mason, Dominic Craik, Julian Emery, Jim Irvin)
8. Impossible – 4:08 (Joseph Langridge-Brown, Conor Mason, Dominic Craik, Julian Emery, Jim Irvin)
9. There Was Sun – 4:03 (Joseph Langridge-Brown, Conor Mason, Dominic Craik, Julian Emery, Jim Irvin)
10. Can You Afford to Be an Individual? – 3:56 (Joseph Langridge-Brown, Conor Mason, Dominic Craik)
11. Before We Drift Away – 4:14 (Joseph Langridge-Brown, Conor Mason, Dominic Craik)

Tracce bonus nell'edizione giapponese
1. In Solitude: Is Everybody Going Crazy? (Live) – 3:52
2. In Solitude: You Know Me Too Well (Live) – 3:50

LP bonus nell'edizione di HMV
- Lato C

1. Itch
2. Forever & Ever More
3. Sorry
4. Particles

- Lato D

1. Tripswitch
2. Amsterdam
3. If I Get High

## Formazione
Gruppo
- Conor Mason – voce
- Joe Langridge-Brown – chitarra
- Dominic Craik – chitarra, programmazione
- Phil Blake – basso
- James Price – batteria

Altri musicisti
- Mike Crossey – programmazione

Produzione
- Mike Crossey – produzione, missaggio
- Dominic Craik – produzione (tracce 1, 3-5, 11), produzione aggiuntiva (tracce 2, 6, 8 e 10)
- Robin Schmidt – mastering

## Classifiche
| Classifica (2020)         | Posizione massima |
| ------------------------- | ----------------- |
| Australia                 | 8                 |
| Austria                   | 38                |
| Belgio (Fiandre)          | 21                |
| Belgio (Vallonia)         | 70                |
| Germania                  | 35                |
| Italia                    | 42                |
| Paesi Bassi               | 5                 |
| Polonia                   | 21                |
| Regno Unito               | 3                 |
| Stati Uniti (heatseekers) | 13                |
| Svizzera                  | 28                |